# Conor Daly
Conor Daly (Noblesville, Indiana, Estados Unidos; 15 de diciembre de 1991) es un piloto de automovilismo estadounidense. Es hijo del irlandés Derek Daly, expiloto de Fórmula 1 y de la Champ Car.

## Carrera

### Karting, Skip Barber y Star Mazda
Los inicios de Conor en el karting se remontan al 2002, cuando tenía diez años. A partir de 2007, pasó a competir en monoplazas, resultando séptimo en la Skip Barber Este. En 2008 fue campeón de la Skip Barber National ante Josef Newgarden
En 2009, compitió en la Star Mazda con Andersen Racing y terminó tercero en la clasificación, con una victoria en el New Jersey Motorsports Park. Siguió en la categoría en 2010, pilotando para Juncos Racing. Daly se convirtió en campeón después de lograr siete victorias, nueve pole positions, y terminar en las cuatro primeras posiciones en cada una de las doce carreras.

### Indy Lights y GP3
En 2011, Daly compitió en la Indy Lights con Sam Schmidt Motorsports. Su mejor resultado en esa temporada fue la victoria en el Circuito callejero de Long Beach. Compaginándolo con las Indy Lights, Daly compitió en la GP3 Series con Carlin Motorsport. 
En 2012, Daly siguió en la GP3, siendo piloto de Lotus GP. Obtuvo su primera victoria en GP3 en la segunda carrera de la temporada en Barcelona. Luego conseguiría otros cuatro podios para terminar el certamen en 6.º puesto.
Vuelve a participar en el certamen en 2013 con el mismo equipo. Se estrena con un podio en Barcelona y consigue su segunda victoria en esta categoría en Valencia. Logra otros cuatro podios a lo largo de la temporada y termina tercero en el campeonato.

### Fórmula 1
Daly hizo dos tests en línea recta con Force India en el aeropuerto de Cotswold y en el de Duxford, en Inglaterra, a mediados de 2012. En 2013 repitió la experiencia con la misma escudería.

### GP2 Series
Corrió las dos primeras carreras de la temporada 2013 de GP2 Series con el equipo Hilmer Motorsport.
Daly retornó a la GP2 Series en 2014 con el equipo Lazarus, disputando nueve de las once fechas. Su único resultado puntuable fue un séptimo puesto en la carrera sprint de Hungría, en tanto que resultó décimo en la carrera sprint de Mónaco y Gran Bretaña.

### IndyCar
En 2013, compitió en las 500 millas de Indianápolis junto a Takuma Satō con Foyt Racing. Partió desde la 31.ª posición y terminó 22.º.
En 2015 corrió el Gran Premio de Long Beach con Dale Coyne. Luego disputó cuatro carreras con Schmidt, resultando sexto en la segunda ronda de Detroit.
En 2016 disputa su primera temporada a tiempo completo con el #18 de Dale Coyne. Logró un podio (2.º en Detroit) y tres sextas posiciones como mejores resultados, finalizando en el 18.º puesto de la clasificación general.
En 2017, regresó al equipo de A. J. Foyt, esta vez como piloto a tiempo completo del #4. Obtuvo un quinto lugar y 4 top 10, para lograr un 18.º puesto en el campeonato.
Tanto en 2018 como en 2019 hizo programas parciales, disputando 4 y 7 siete carreras, respectivamente. Sus mejores resultdos fueron un sexto lugar en Gateway 2019, conduciendo para Carlin, un décimo en las 500 Millas de Indianápolis 2019 para Andretti.
En 2020, Daly compitió la temporada completa en IndyCar, corriendo los circuitos y las 500 Millas de Indianápolis para Ed Carpenter y el resto de los óvalos para Carlin. Obtuvo cuatro top 10, con una sexta posición en Texas como mejor resultado, terminando 16° en el campeonato.
Al año siguiente, Daly siguió corriendo con los dos equipos, aunque no logró ningún top 10. Con dos 11° lugares como mejores resultados, quedó 18° en la clasificación de pilotos.

### Sport prototipos
Daly disputó siete fechas del United SportsCar Championship en la clase LMPC, acompañando a James French. Obtuvo un segundo puesto de clase y dos terceros, por lo que resultó 11.º en el campeonato de pilotos.

## Resultados

### GP3 Series
(Clave) (negrita indica pole position) (cursiva indica vuelta rápida puntuable)

| Año  | Escudería      | 1   | 1   | 2   | 2   | 3   | 3   | 4   | 4   | 5   | 5   | 6   | 6   | 7   | 7   | 8   | 8   | Pos. | Puntos | Ref.   |
| ---- | -------------- | --- | --- | --- | --- | --- | --- | --- | --- | --- | --- | --- | --- | --- | --- | --- | --- | ---- | ------ | ------ |
| 2011 | Carlin         | EST | EST | BAR | BAR | VAL | VAL | SIL | SIL | NÜR | NÜR | BUD | BUD | SPA | SPA | MNZ | MNZ | 17.º | 10     | [ 8 ]  |
| 2011 | Carlin         | 21  | 25  | 21  | 22  | 12  | 7   | 13  | 7   | 6   | 8   | 13  | 11  | 5   | 7   | 6   | Ret | 17.º | 10     | [ 8 ]  |
| 2012 | Lotus GP       | BAR | BAR | MON | MON | VAL | VAL | SIL | SIL | HOC | HOC | BUD | BUD | SPA | SPA | MNZ | MNZ | 6.º  | 106    | [ 9 ]  |
| 2012 | Lotus GP       | 6   | 1   | 23  | Ret | 11  | Ret | 5   | 2   | 2   | 3   | 6   | 9   | 7   | 3   | 4   | 11  | 6.º  | 106    | [ 9 ]  |
| 2013 | ART Grand Prix | BAR | BAR | VAL | VAL | SIL | SIL | NÜR | NÜR | BUD | BUD | SPA | SPA | MNZ | MNZ | YMC | YMC | 3.º  | 126    | [ 10 ] |
| 2013 | ART Grand Prix | 3   | 5   | 1   | 8   | 22  | Ret | 10  | 9   | 2   | 8   | 2   | 2   | Ret | 8   | 4   | 3   | 3.º  | 126    | [ 10 ] |

### GP2 Series
(Clave) (negrita indica pole position) (cursiva indica vuelta rápida puntuable)

| Año  | Escudería         | 1   | 1   | 2   | 2   | 3   | 3   | 4   | 4   | 5   | 5   | 6   | 6   | 7   | 7   | 8   | 8   | 9   | 9   | 10  | 10  | 11  | 11  | Pos. | Puntos | Ref.   |
| ---- | ----------------- | --- | --- | --- | --- | --- | --- | --- | --- | --- | --- | --- | --- | --- | --- | --- | --- | --- | --- | --- | --- | --- | --- | ---- | ------ | ------ |
| 2013 | Hilmer Motorsport | KUA | KUA | SAK | SAK | BAR | BAR | MON | MON | SIL | SIL | NÜR | NÜR | BUD | BUD | SPA | SPA | MNZ | MNZ | SIN | SIN | YMC | YMC | 26.º | 2      | [ 11 ] |
| 2013 | Hilmer Motorsport | 13  | 7   |     |     |     |     |     |     |     |     |     |     |     |     |     |     |     |     |     |     |     |     | 26.º | 2      | [ 11 ] |
| 2014 | Team Lazarus      | SAK | SAK | BAR | BAR | MON | MON | SPI | SPI | SIL | SIL | HOC | HOC | BUD | BUD | SPA | SPA | MNZ | MNZ | SOC | SOC | YMC | YMC | 26.º | 2      | [ 12 ] |
| 2014 | Team Lazarus      | 12  | Ret | 18  | Ret | 13  | 10  | 18  | 11  | 14  | 10  | 21  | 20  | 13  | 7   | Ret | 19  |     |     |     |     | 20  | 15  | 26.º | 2      | [ 12 ] |

### IndyCar Series
(Clave) (negrita indica pole position) (cursiva indica vuelta rápida)

| Año     | Escudería                                   | Motor     | 1      | 2      | 3      | 4      | 5       | 6       | 7       | 8      | 9      | 10     | 11     | 12     | 13     | 14     | 15     | 16     | 17     | 18     | 19  | Pos. | Puntos |
| ------- | ------------------------------------------- | --------- | ------ | ------ | ------ | ------ | ------- | ------- | ------- | ------ | ------ | ------ | ------ | ------ | ------ | ------ | ------ | ------ | ------ | ------ | --- | ---- | ------ |
| 2013    | A. J. Foyt Enterprises                      | Honda     | STP    | ALA    | LBH    | SAO    | INDY 22 | DET     | DET     | TXS    | MIL    | IOW    | POC    | TOR    | TOR    | MDO    | SNM    | BAL    | HOU    | HOU    | FON | 34.º | 11     |
| 2015    | Dale Coyne Racing                           | Honda     | STP    | NLA    | LBH 17 | ALA    | IMS     |         |         |        |        |        |        |        |        |        |        |        |        |        |     | 28.º | 81     |
| 2015    | Schmidt Peterson Motorsports                | Honda     |        |        |        |        |         | INDY 33 | DET 19  | DET 6  | TXS    | TOR 12 | FON    | MIL    | IOW    | MDO    | POC    | SNM    |        |        |     | 28.º | 81     |
| 2016    | Dale Coyne Racing                           | Honda     | STP 13 | PHX 16 | LBH 13 | ALA 20 | IMS 6   | INDY 29 | DET 2   | DET 6  | RDA 21 | IOW 21 | TOR 15 | MDO 6  | TXS 21 | POC 16 | WGL 4  | SNM 21 |        |        |     | 18.º | 313    |
| 2017    | A. J. Foyt Enterprises                      | Chevrolet | STP 15 | LBH 16 | ALA 18 | PHX 14 | IMS 17  | INDY 30 | DET 22  | DET 12 | TEX 7  | ROA 15 | IOW 19 | TOR 17 | MDO 10 | POC 14 | GTW 5  | WGL 11 | SNM 10 |        |     | 18.º | 305    |
| 2018    | Thom Burns Racing                           | Honda     | STP    | PHX    | LBH    | ALA    | IMS     | INDY 21 | DET     | DET    | TXS    | RDA    | IOW    |        |        |        |        |        |        |        |     | 29.º | 58     |
| 2018    | Harding Racing                              | Chevrolet |        |        |        |        |         |         |         |        |        |        |        | TOR 13 | MDO 22 | POC 15 | GTW    | POR    | SNM    |        |     | 29.º | 58     |
| 2019    | Andretti Autosport                          | Honda     | STP    | COA    | ALA    | LBH    | IMS     | INDY 10 | DET     | DET    |        |        |        |        |        |        |        |        | LAG 22 |        |     | 24.º | 149    |
| 2019    | Carlin                                      | Chevrolet |        |        |        |        |         |         |         |        | TXS 11 | RDA    | TOR    | IOW 13 | MDO    | POC 11 | GTW 6  |        |        |        |     | 24.º | 149    |
| 2019    | Arrow Schmidt Peterson Motorsports          | Honda     |        |        |        |        |         |         |         |        |        |        |        |        |        |        |        | POR 21 |        |        |     | 24.º | 149    |
| 2020    | Carlin                                      | Chevrolet | TXS 6  |        |        |        | IOW 8   | IOW 13  |         | GTW 10 | GTW 8  |        |        |        |        |        |        |        |        |        |     | 17.º | 237    |
| 2020    | Ed Carpenter Racing                         | Chevrolet |        | IMS 12 | ROA 21 | ROA 18 |         |         | INDY 29 |        |        | MDO 13 | MDO 16 | IMS 12 | IMS 20 | STP 17 |        |        |        |        |     | 17.º | 237    |
| 2021    | Ed Carpenter Racing                         | Chevrolet | ALA 16 | STP 16 |        |        | IMS 25  | INDY 13 | DET 13  | DET 15 | ROA 20 | MDO 15 | NSH 12 | IMS 11 |        | POR 16 | LAG 16 | LBH 21 |        |        |     | 18.º | 235    |
| 2021    | Carlin                                      | Chevrolet |        |        | TXS 21 | TXS 24 |         |         |         |        |        |        |        |        | GTW 11 |        |        |        |        |        |     | 18.º | 235    |
| 2022    | Ed Carpenter Racing                         | Chevrolet | STP 21 | TXS 18 | LBH 12 | ALA 19 | IMS 5   | INDY 6  | DET 12  | ROA 14 | MDO 13 | TOR 20 | IOW 19 | IOW 16 | IMS 17 | NSH 17 | GTW 23 | POR 25 | LAG 24 |        |     | 17.º | 267    |
| 2023    | Ed Carpenter Racing                         | Chevrolet | STP 14 | TXS 20 | LBH 23 | ALA 25 | IMS 24  | INDY 8  | DET 15  | ROA    |        |        |        |        |        |        |        |        |        |        |     | 25.º | 134    |
| 2023    | Meyer Shank Racing                          | Honda     |        |        |        |        |         |         |         |        | MDO 20 | TOR    | IOW 21 | IOW 17 | NSH    | IMS    | GAT 16 | POR    | LAG    |        |     | 25.º | 134    |
| 2024    | Dreyer & Reinbold Racing Cusick Motorsports | Chevrolet | STP    | THE    | LBH    | ALA    | IMS     | INDY 10 | DET     | ROA    | LAG    | MDO    | IOW    |        |        |        |        |        |        |        |     | 26.º | 119    |
| 2024    | Dale Coyne Racing                           | Honda     |        |        |        |        |         |         |         |        |        |        |        | IOW 27 | TOR    |        |        |        |        |        |     | 26.º | 119    |
| 2024    | Juncos Hollinger Racing                     | Chevrolet |        |        |        |        |         |         |         |        |        |        |        |        |        | GTW 13 | POR 22 | MIL 3  | MIL 17 | NSH 10 |     | 26.º | 119    |
| 2025*   | Juncos Hollinger Racing                     | Chevrolet | STP 17 | THE 16 | LBH 25 | ALA 19 | IMS 15  | INDY 8  | DET 17  | GTW 6  | ROA 22 | MDO 19 | IOW 7  | IOW 16 | TOR 15 | LAG 14 | POR 26 | MIL    | NSH    |        |     | 19.º | 220    |
| Fuente: |                                             |           |        |        |        |        |         |         |         |        |        |        |        |        |        |        |        |        |        |        |     |      |        |

- * Temporada en progreso.